# Lago Isabella
El lago Isabella es un embalse situado en el Condado de Kern, en California, Estados Unidos. Fue realizado en 1953 cuando el Cuerpo de Ingenieros del Ejército de los Estados Unidos realizó una presa en el cauce del río Kern. Tiene una extensión de 45 km², siendo uno de los embalses más grandes de California y se sitúa a 760 m de altitud, al sur de Sierra Nevada y a 65 km al noreste de Bakersfield, siendo el principal suministro de agua a la ciudad.

## Imágenes

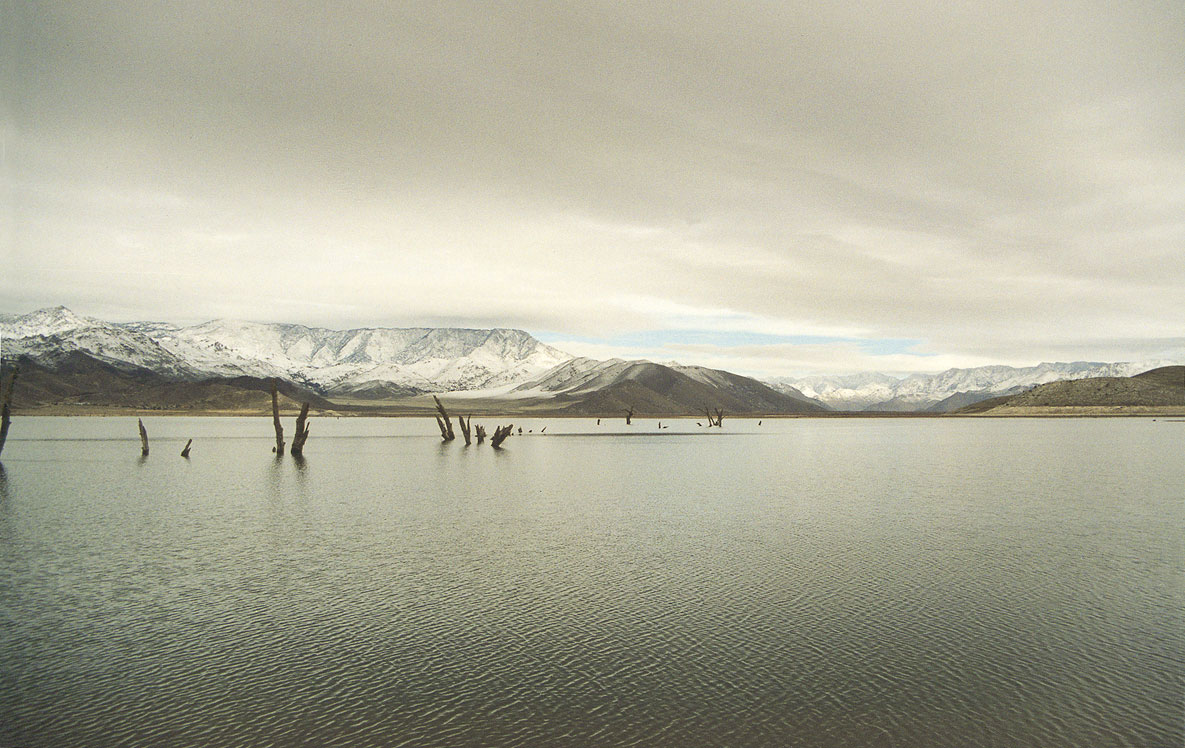
Vista sur del lago Isabella.
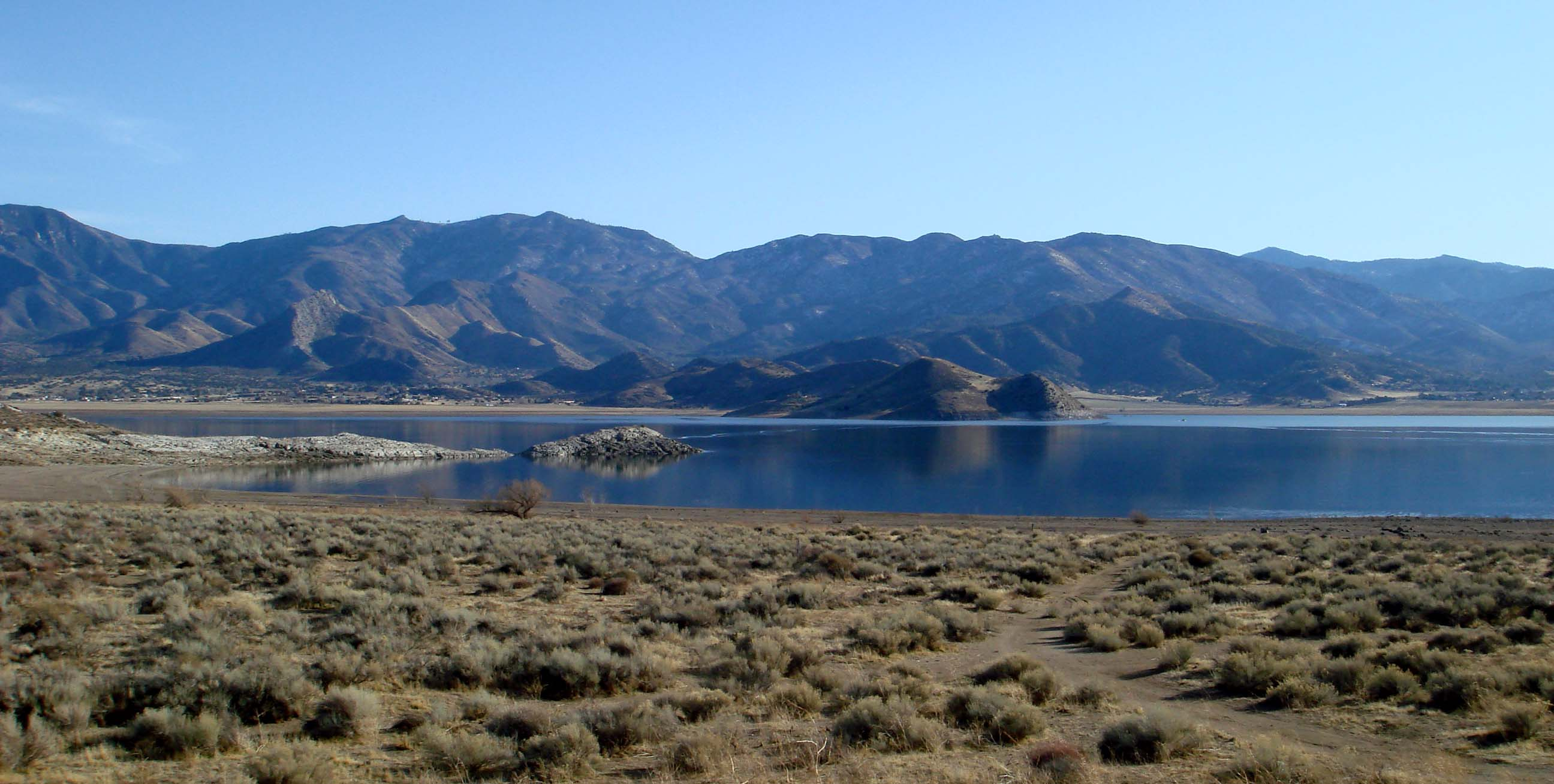
Vista con Weldon a la izquierda.
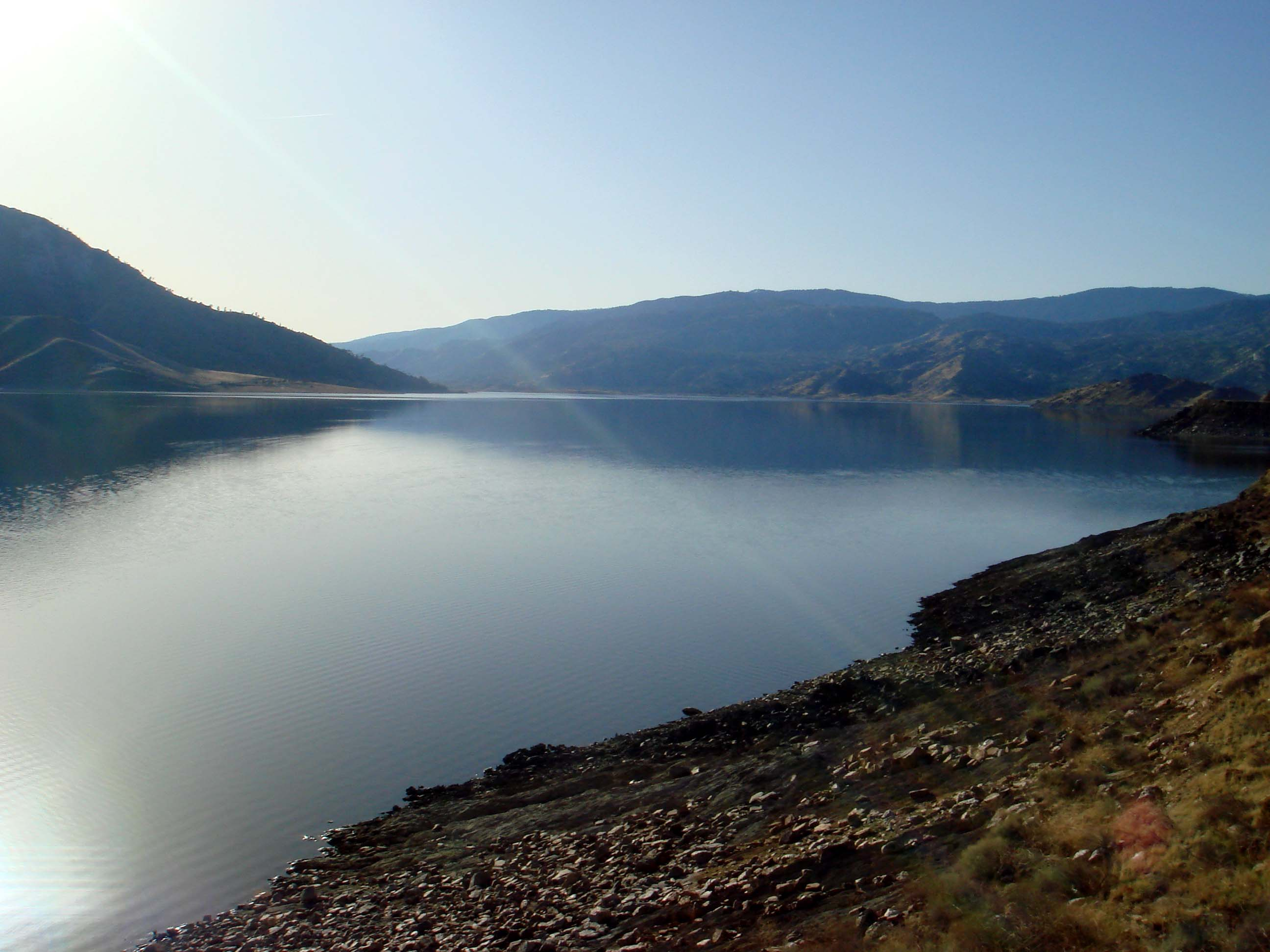
Vista oeste